# 埃尔多安之歌
埃尔多安之歌（德语：Erdowie, Erdowo, Erdogan）是一部由德国电视节目Extra 3于2016年3月制作的諷刺土耳其总统雷杰普·塔伊普·埃尔多安的音乐视频。視頻发布后，土耳其召见德国驻土耳其大使，要求将該視頻刪除，但德国政府拒绝了这一请求。 

## 视频内容
这段大约2分钟长的视频改編自德国乐队Nena的Irgendwie, irgendwo, irgendwann。視頻中出現了土耳其政府的难民政策、土耳其政府收購時代報、土耳其當局轰炸位於敘利亞的库尔德人、警察突袭报社、土耳其警察用警棍和水炮鎮壓抗议者、雷杰普·塔伊普·埃尔多安鎮壓反對派以及一系列反民主的舉動。其中穿插了埃尔多安与德国总理安格拉·默克爾和当时的欧洲联盟委员会主席让-克洛德·容克会面以及埃尔多安平時被拍到的幽默、搞笑的镜头。 